# Cabarute
Cabarute es el decimoprimer álbum del grupo uruguayo de Art Rock, La Tabaré Banda, lanzado en 2009 a través del sello Bizarro Records, en formato CD.

## Contexto
El título del disco hace referencia al sonido más "cabaretero" que la banda pretendía en invierno de 2008, mientras realizaba el ciclo de 11 funciones en Espacio Guambia, bajo el título: "Kabarét La Tabarék".
En esta nueva etapa que había comenzado a mediados del año 2007, Rivero había cambiado a todos los músicos que lo acompañaban. Ya a la semana siguiente de tomar esa decisión, había vuelto a llamar a tres músicos y amigos que habían estado en la banda anteriormente: Alejandra Wolff, Andrés Burghi y Jorge Pí.
Rivero nunca quiso ser un solista y en cambio tener una verdadera banda de músicos que sintieran como propias las canciones y el proyecto todo. Tenía nuevamente la esperanza de comenzar de cero y recuperar esa idea que se había transfigurado en los últimos dos años y volver a armar la banda como una cooperativa y un grupo verdadero.
Con el regreso de Burghi al Uruguay, no dudó en volver a llamarlo ya que su relación siempre fue de una gran amistad y si bien en los últimos años este no podía estar presente como baterista por haber emigrado, siempre lo estuvo como músico invitado aunque sea en un par de temas, cada vez que estaba de paso en Montevideo. Además, de ser un importante gran consejero siempre que Rivero necesitaba tomar difíciles decisiones estratégicas o artísticas. Y con Wolff, si bien estuvieron enemistados un tiempo, luego volvieron a restablecer su relación convirtiéndose con el paso del tiempo en grandes amigos. Ella también había sido invitada a cantar en varias oportunidades por Rivero y además la había ido a ver en todos los estrenos teatrales que hiciera en la Comedia Nacional (donde también actuaba otra amiga y excantante de la banda: Andrea Davidovics).
De esta manera la banda comenzaba a transitar otra vez un período festivo y de mucha actividad a pesar de no ir tan seguido a tocar a Argentina. El 13 de octubre del 2007 aparece por primera vez La Tabaré con esta nueva formación, en el festival Pisen Rock. Ese mismo año graba con el grupo Los Kafkarudos (junto a Gastón "Dino" Ciarlo, Walter Bordoni y Alejandro Ferradás), el disco "Volumen II". Por fuera de la banda, al año siguiente reestrena la obra teatral "I love Clint Eastwood"  (actuando con esta en Chile, Brasil y Méjico) y con La Tabaré realiza el espectáculo musical "Vian de Vian" (sobre textos y canciones de Boris Vian), dirigidas ambas por Alfredo Goldstein. También en el 2008 se estrena el 21 de mayo, el film documental sobre la historia de la banda "La Tabaré, rocanrol y después"  y se da al público durante quince días en esa sala. Entre otras varias actuaciones, graban el especial "Sala TV", para TV Ciudad. Comienzan a ensayar junto a la Comedia Nacional la opereta "La Micción", escrita y dirigida por Rivero y que se estrenaría al año siguiente, siempre con entradas agotas con 15 días de anticipación. Además graban el disco "Cabarute".

## Grabación
La grabación y mezcla se realizó en los estudios DPM, de Ricardo Dipaolo, durante el mes de agosto.
Álvaro Pérez, dirigió e hizo los arreglos para chelo, violín y contrabajo en "El jardín volador II" (donde también al comienzo puede escucharse un breve diálogo entre los hijos de Rivero: Matías y Camilo).
En la murga A Contramano se escuchan las voces de: Gustavo Cabrera, Pablo "Pinocho" Routin, Martín Duarte, Älvaro Denino, Miguel Trabal, Carlos Sanjurgo, Pablo Cubiela, Sergio Ribero, Nicolás Arnicho y Rafaél Antognaza.

## Presentación
"Cabarute" fue presentado indirectamente, en la opereta "La Micción", donde se interpretaban la mayoría de las canciones del álbum. "La Micción" se estrenó en el Teatro Solís por el elenco de la Comedia Nacional, el 17 de abril de 2009 y se dio al público hasta el 21 de junio, los 3 meses que dicho elenco mantiene sus obras en cartel.
La opereta fue ganadora del premio Florencio a "Mejor espectáculo musical", temporada 2009. Y Rivero, nominado como mejor director.
Hay un video en Youtube que documenta una función de esta opereta en el cual las canciones eran cantadas por los actores, entre los que se encontraban obviamente Alejandra Wolff y Andrea Davidovics, las dos ya habían sido integrantes estables de La Tabaré. También estaban en él Jimena Pérez y Leandro Íbero Núñez, ambos habían ya participado como invitados en varios recitales de la banda, ella como cantante, él como actor. Y también actuaban y cantaban en el elenco Isabel Legarra, Jogre Bolani y Luis Martínez.
Luego de la presentación del disco, por problemas de interferencia de horarios, Wolff se ve obligada a ceder su lugar de cantante estable y pasaría a participar en la banda como "eterna invitada", siempre que los toques no coincidieran con su trabajo en la Comedia Nacional.

## Lista de canciones
Todos  los temas pertenecen en letra y música a Tabaré J. Rivero, excepto los indicados.
| N.º | Título | Duración |  |
| 1.  | «Senotar y satar» | 2:34     |  |
| 2.  | «El último round» | 4:54     |  |
| 3.  | «Chacarera nocturna / Entonces» | 3:40     |  |
| 4.  | «¡Guarda el monstruo!» | 3:34     |  |
| 5.  | «Navegar» (Letra: Lourdes Ferrari – Música: Tabaré J. Rivero)                                                                                              | 3:19     |  |
| 6.  | «Invisibilizaciones» | 8:26     |  |
| 7.  | «Espíritu santa» (Alejandra Wolff) | 3:45     |  |
| 8.  | «Zooledades» | 3:51     |  |
| 9.  | «El jardín volador II» | 2:40     |  |
| 10. | «¡Estóp!» | 4:29     |  |
| 11. | «Rocanrol y después» (Canción del film documental del mismo nombre, de Mariana Viñoles y Stefano Tononi - Letra: Tabaré Rivero – Música: Hernán Rodríguez) | 4:08     |  |
| 12. | «Estoy bien» | 2:18     |  |

## Músicos
- Tabaré J. Rivero: voz
- Alejandra Wolff: voz y kazoo
- Álvaro Pérez: guitarras y coros
- Jorge Pí: bajo, contrabajo y coros
- Andrés Burghi: batería y cajón peruano

## Músicos invitados
- Clarisa Prince: piano en "El último round", "Zooledades" y "Espíritu santa"
- Murga A Contramano: voces en "Rocanrol y después"
- Guillermo Hernández: trombón, en "Rocanrol y después", "Estóp" y "Senotar y satar"
- Tatán: bandoneón en "El último round" y "Zooledades"
- Maximiliano Vélez: violín en "El jardín volador II", "Invisibilizaciones" y "Navegar"
- Nataly Vélez: cello en "El jardín volador II"
- Matías Fernández: cello en "El jardín volador II"
- Paula Acuña: violín en "El jardín volador II"
- Héctor Hugo Ríos: clarinete en "Senotar y satar", "Navegar" y "Zooledades"

## Ficha técnica
- Grabación y mezcla: Diego Hanssen, Ricardo "Dipa" Dipaolo y Álvaro Pérez
- Producción y dirección artística: Álvaro Pérez
- Masterización: Mariano Pavéz (en Elástika Estudios, Santiago de Chile, Chile)
- Arte de carátula y dibujos del librillo: Oscar Larroca
- Fotografía: Alejandro Persichetti
- Diseño gráfico: Federico Meneses
- Sonido en vivo: Ricardo "Dipa" Dipaolo
- Presentismo y soporte psicológico: Lourdes Ferrari
- Mánager: Andrés Rega